# Litoleptis chilensis
Litoleptis chilensis är en tvåvingeart som beskrevs av Willi Hennig 1972. Litoleptis chilensis ingår i släktet Litoleptis och familjen snäppflugor. Inga underarter finns listade i Catalogue of Life.